# Brontiades
Brontiades là một chi bướm ngày thuộc họ Bướm nâu.